# ラマー・ライス
ラマー・ライス（Lamar Rice, 1982年10月30日 - ）は、アメリカ合衆国ミシガン州出身のプロバスケットボール選手である。ポジションはF（フォワード）。

## 来歴
ジョージタウン大学卒。
2008年、JBLの日立サンロッカーズに入団。
2010年、bjリーグの滋賀レイクスターズに入団。
2011年、JBLのリンク栃木ブレックスに入団。2012年、TGI D-RISEに移籍。その後豊田通商ファイティングイーグルスに移籍。2012年12月に契約解除。